# Sydslesvig (dokumentarfilm)
|  | Denne artikel er oprettet af botten Steenthbot ud fra en ekstern database. Den kan derfor have sproglige fejl eller mangler. Denne skabelon kan fjernes efter kontrol af indholdet. |

Sydslesvig er en dansk dokumentarfilm fra 1945 instrueret af Gunnar Wangel og efter manuskript af Poul Meyer.

## Handling
En propagandafilm med sloganet: Gør Sydslesvig frit! Om Danmarks grænseland, hvor kampen mellem dansk og tysk har bølget frem og tilbage gennem mange årtier. Især var presset tungt under de 12 år med nazistisk styre. En trofast flok holdt ud i kampen for dansk kultur, og 5. maj 1945 føltes også som en befrielse i Sydslesvig. For første gang siden 1864 var der fri mulighed for udfoldelse af det danske arbejde i Sydslesvig. Sydslesvigsk Forening modtager tusindvis af nye ansøgninger om optagelse. 
I sommeren 1946 var der anmeldt over 100 nye danske skoler med ca. 11.000 tilmeldte elever, som skal opføres og køres i gang. Duborgskolen i Flensborg. Vandrelærerne samler de danske børn. Dansk gudstjeneste i Sdr. Brarup Kirke. De danske biblioteker mangler bøger. Højdepunktet for det danske arbejde efter kapitulationen er årsmøderne i Husum, Slesvig og Flensborg i juni 1947, hvor 70.000 sydslesvigere tilkendegiver deres danskhed. Grænseforeningen i Danmark yder stor hjælp til det humanitære og kulturelle arbejde. Sydslesvigsk Udvalg af 5. maj 1945 arbejder aktivt på Sydslesvigs løsrivelse fra Tyskland. ½ mio. danske borgere har tilsluttet sig dette krav. Stort møde på Rosenborg Execerplads 10. juli 1945. Sydslesvigere hilser Kongen den 26 september 1946. Nøden er stor i Sydslesvig - danske sydslesvigere får ½ liter mælk om ugen fra Danmark, og der deles mad ud fra særlige danske butikker. Der arrangeres også bespisning af danske skolebørn. Hedeby Kirke og Slesvig Domkirke. Dannevirke. Truslen fra flygtninge.